# 阿根廷副总统
阿根廷国家副总统（西班牙語：Vicepresidente de la Nación Argentina），为阿根廷政府的二号人物，主要的作用是当阿根廷总统临时缺席或总统因没有能力、死亡或辞职情况下代行总统职权。在阿根廷历史上，也有过因政变而被强加的事实上的副总统，尽管并非所有由事实上的政府都有副总统。
現任副總統為维多利亚·比利亚鲁埃尔，2023年12月10日上任。
1853年阿根廷宪法设立副总统一职。1994年修正案中，阿根廷副总统增加了阿根廷参议院议长的头衔，使得副总统一职更像是立法职位，在议会出现平局时具有一票决定权。

## 历史
五位副总统在任期中辞职：
- 1958年，时任副总统亚历山大·戈麦斯（西班牙语：Alejandro Gómez (político)）因与阿图罗·弗朗迪西总统的政治分歧而辞职
- 1973年，副总统比森特·索拉诺·利马（西班牙语：Vicente Solano Lima）与总统埃克托尔·何塞·坎波拉一同辞职，以便举行自1952年以来的第一次自由选举（西班牙语：Elecciones presidenciales de Argentina de septiembre de 1973）。最后胡安·多明戈·庇隆被选为总统。
- 1989年，副总统维克托·伊波利托·马丁内斯（西班牙语：Víctor Martínez）与总统劳尔·阿方辛一同下任，来让卡洛斯·梅内姆提前上任。
- 1991年，爱德华多·杜阿尔德为了担任布宜诺斯艾利斯省长而辞去副总统的职务。
- 2000年，卡洛斯·阿尔瓦雷斯（西班牙语：Carlos Álvarez (político)）因与总统费尔南多·德拉鲁阿的政治分歧而辞去职务。

三位副总统在任期间去世：
- 马科斯·帕斯（西班牙语：Marcos Paz）（1868年，当时正代任总统职务）
- 佩拉西奥·卢纳（西班牙语：Pelagio Luna）（1919年）
- 奥滕西奥·基哈诺（西班牙语：Hortensio Quijano）（1952年）

可以多说的是，佩德罗·巴勃罗·拉米雷斯时期的事实上的副总统，萨瓦·苏埃罗，死于任内。伊波利托·伊里戈延的竞选搭档弗朗西斯科·贝罗，死于1928年7月，上任的前几个月。
由于奥滕西奥·基哈诺在就任前去世，副总统的职务一直空缺到1854年，那年举行了唯一一次的副总统选举，最后阿尔韦托·泰赛雷就选。
在阿根廷，有四位女性副总统，她们分别是：
- 伊莎贝尔·庇隆（1973年-1974年）
- 加布莉艾拉·米切蒂（英语：Gabriela Michetti）（2015年-2019年）
- 克里斯蒂娜·费尔南德斯·德基什内尔（2019年-2023年）
- 维多利亚·比利亚鲁埃尔（2023年至今）

一些副总统还临时担任过国家总统：
- 胡安·埃斯特万·佩德内拉，圣地亚哥·德尔基的副总统，由于前者辞职而就任。
- 卡洛斯·佩列格里尼，米格尔·华雷斯·塞尔曼的副总统，由于前者辞职而就任。
- 何塞·埃瓦里斯托·乌里武鲁，路易斯·萨恩斯·培尼亚的副总统，由于前者辞职而就任。
- 何塞·菲格罗亚·阿尔科塔，曼努埃尔·金塔纳的副总统，由于前者逝世而就任。
- 维多利诺·德拉普拉萨，罗克·萨恩斯·培尼亚的副总统，由于前者逝世而就任。
- 拉蒙·卡斯蒂略，罗伯托·马塞利诺·奥尔蒂斯的副总统，由于前者辞职而就任。
- 胡安·多明戈·庇隆（事实上），埃德尔米罗·胡利安·法雷利的副总统，在1946年的总统选举（西班牙语：Elecciones presidenciales de Argentina de 1946）成为民选总统。
- 伊莎贝尔·庇隆，胡安·多明戈·庇隆的副总统，由于前者的逝世而就任。
- 爱德华多·杜阿尔德，卡洛斯·梅内姆的副总统，由于时任总统费尔南多·德拉鲁阿辞职而副总统职务空缺[註 1]，在2002年在立法会议[註 2]上临时任命。
- 克里斯蒂娜·费尔南德斯·德基什内尔，前一任总统阿尔韦托·费尔南德斯的副总统。在成为副总统前曾两次担任过国家总统。迄今为止唯一一个担任过两个职务，和现担任总统后副总统的人。

## 职务
副总统的职权有：

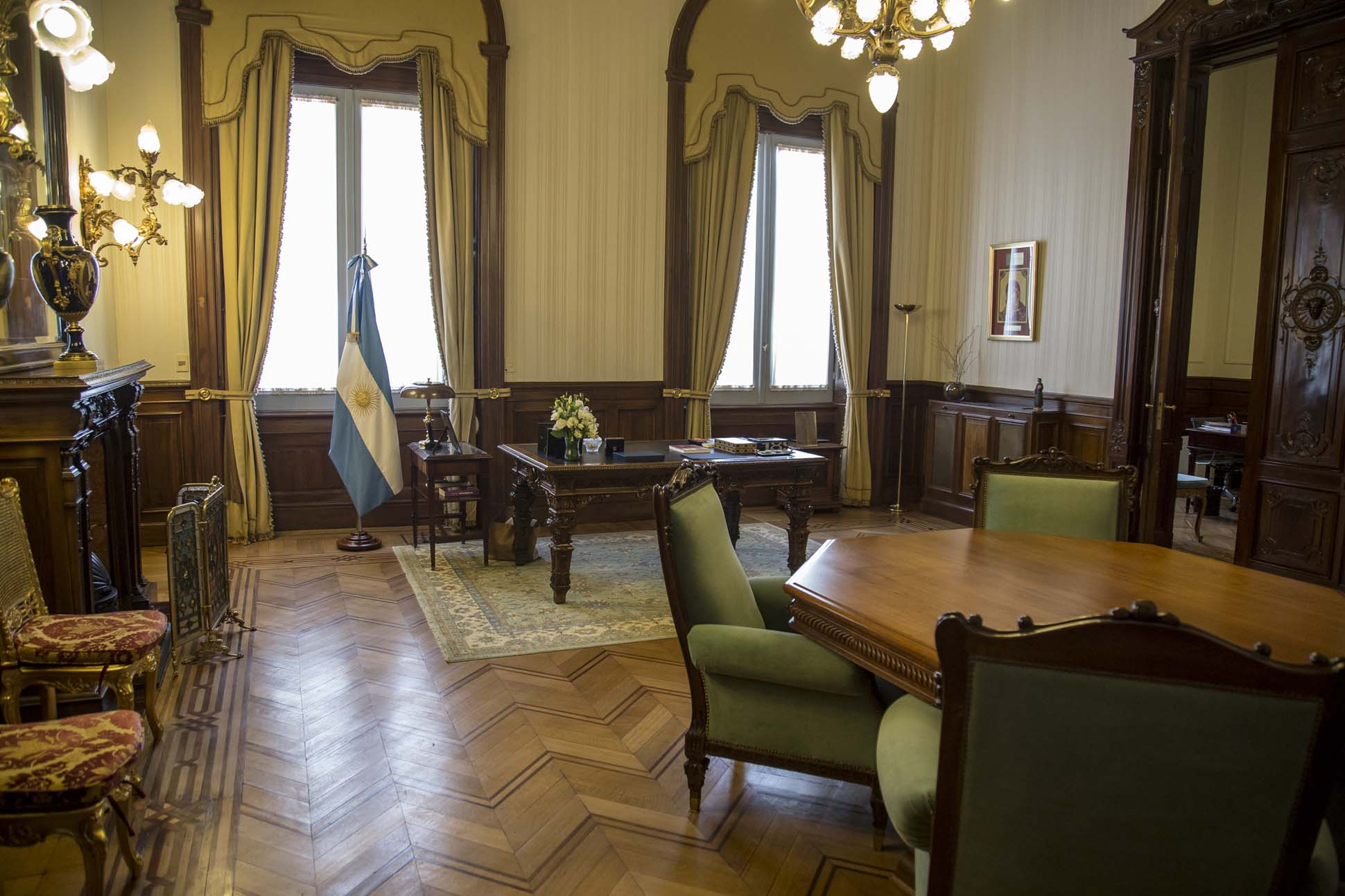
加芙列拉·米切蒂执政期间在玫瑰宫的副总统办公室。

- 主持阿根廷国家参议院，除非他负责国家行政权力。（根据《国家宪法》第57条，在出现平局的情况下，主持参议院的人可以投票）
- 在需要两院（参众两院）共同参与的特别会议期间上主持立法会议或其他国家总统就职典礼。在后一种情况下，开始主持大会的是即将离任的副总统，一旦新副总统宣誓就职，他将大会领导权移交给他。
- 在旅行或许可的情况下临时代理总统。一个特别的例子是马科斯·帕斯（英语：Marcos Paz）副总统，他临时接替了巴托洛梅·米特雷近三年，后者在三国同盟战争中率领阿根廷军队。帕斯在行使行政权力时去世，迫使米特尔返回布宜诺斯艾利斯。
- 在总统逝世或辞职的情况下，接任总统职务。这情况发生在胡安·埃斯特万·佩德内拉（1861年）、卡洛斯·佩列格里尼（1890年）、何塞·埃瓦里斯托·乌里武鲁（1895年）、何塞·菲格罗亚·阿尔科塔（1906年）、维多利诺·德拉普拉萨（1914年）、拉蒙·卡斯蒂略（1942年）和伊莎贝尔·庇隆（1974年）。

原则上，如果副总统逝世或辞职，该职位将会空缺而不会替换。但在1954年，由于奥滕西奥·基哈诺在1952年逝世，而召开一次副总统选举。最后阿尔韦托·泰赛雷就选。
若在没有副总统的情况下，需要更换总统，宪法第88条规定，将由国会决定。为此，通过了第20,972号法《权力真空（Acefalía）》，明确了在这情况下的继任顺序。
另一方面，尽管国家副总统缺席并不考虑选举继任者，但国家参议院的内部条例规定：在他因上述任何原因缺席的情况下，立法机构将选出一名议员来担任参议院临时议长。在此职能下，他将行使国家副总统的主要职能（临时代替国家总统、参议院主席、立法会议会长和议长裁决），同时保留参议员的权力（发言权和投票权）。反过来，在没有人行使行政权的情况下，政府的领导权将临时落在他的身上。1983年民主恢复后，有3次副总统职务空缺，参议院临时议长不得不临时代行。1991年，由于爱德华多·杜阿尔德副总统的辞职，时任参议员爱德华多·梅内姆被任命为参议院临时议长接管了上议院。时任总统卡洛斯·梅内姆有时不再国内，于是多次行政部门就由他负责。同样的事情发生在2000年，由于卡洛斯·阿尔瓦雷斯的辞职，何塞·热努和马里奥·洛萨达先后被选为临时议长。最终在费尔南多·德拉鲁阿总统的辞职后，立法会议选举杜哈尔德为继任者，但副总统位置空缺，使得上议院和行政权的顺位继任者由胡安·卡洛斯·马克达负责。

## 在世的前副总统

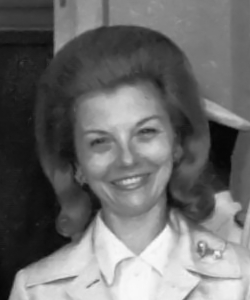
伊萨贝拉·庇隆（生于1931年)，1973年至1974年之间在任内
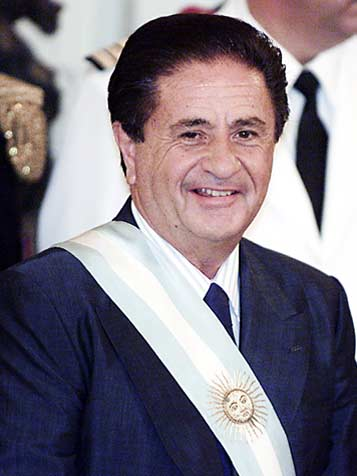
爱德华多·杜阿尔德（生于1941年)，1989年至1991年担任副总统
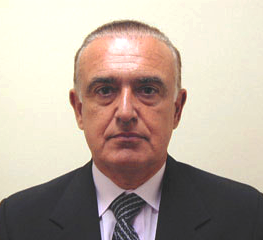
卡洛斯·鲁考夫（西班牙语：Carlos Ruckauf）（生于1944年），1995年至1999年担任副总统
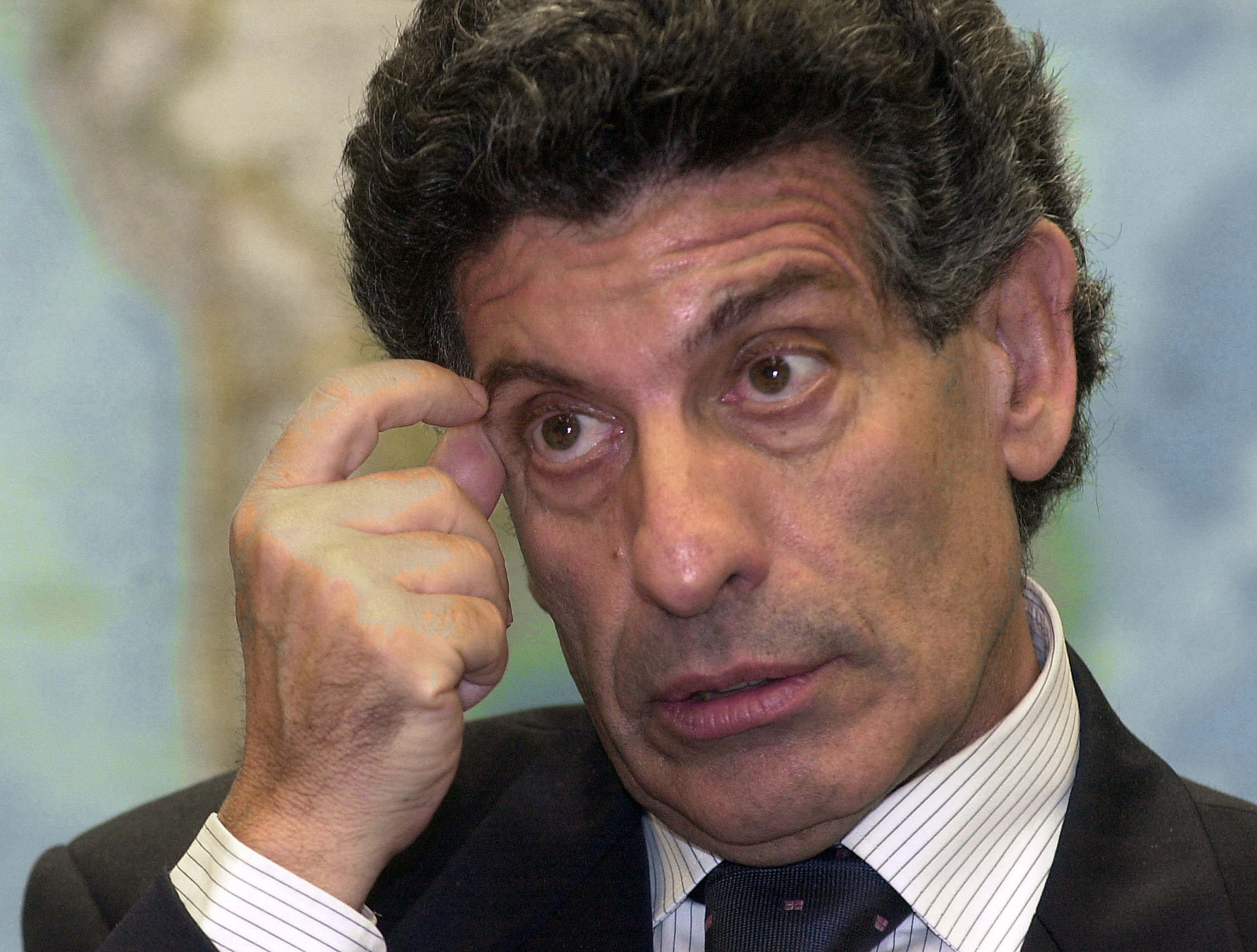
卡洛斯·阿尔瓦雷斯（西班牙语：Carlos Álvarez (político)）（生于1948年），1999年至2000年担任副总统
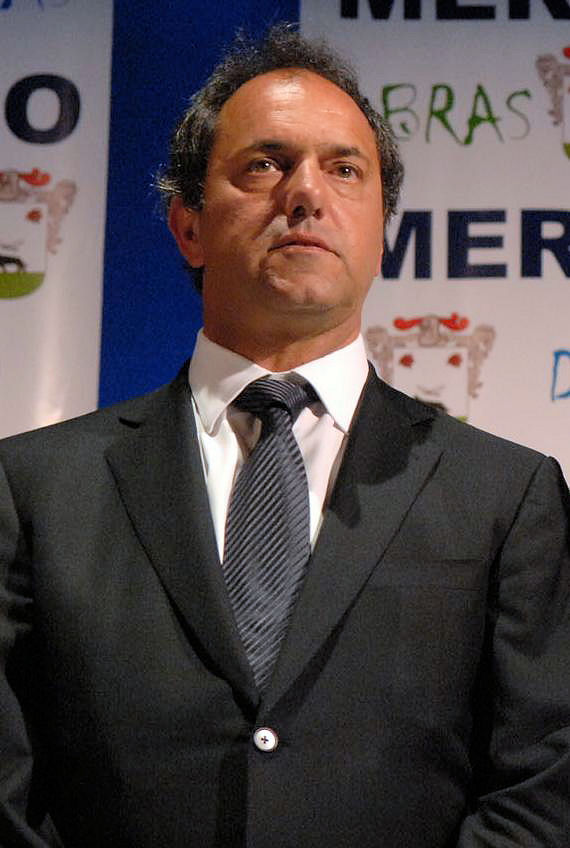
丹尼尔·肖利（生于1957年），2003年至2007年担任副总统
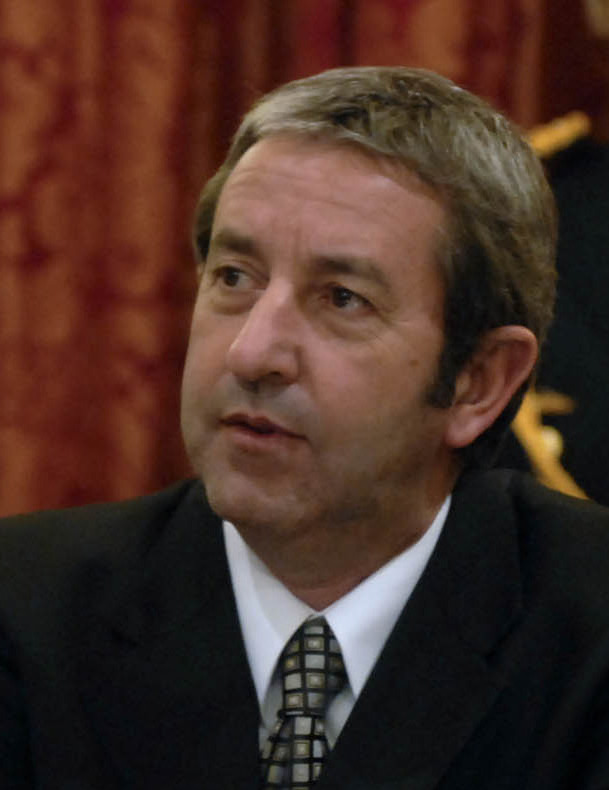
胡里奥·科沃斯（生于1955年），2007年至2011年担任副总统
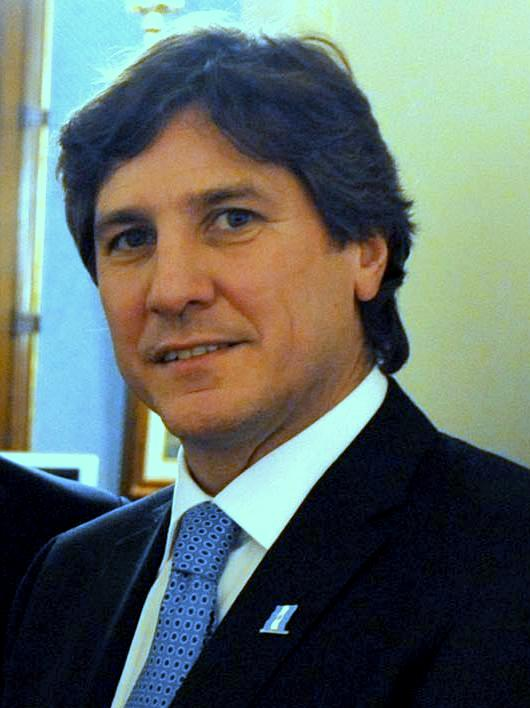
阿马多·布杜（生于1962），2011年至2015年担任副总统
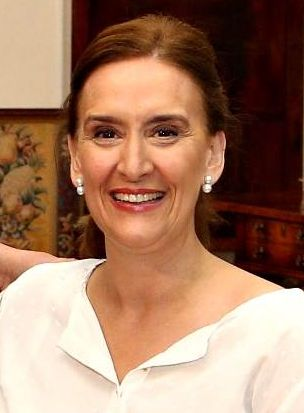
加芙列拉·米切蒂（西班牙语：Gabriela Michetti）（生于1965年），2015年至2019年担任副总统
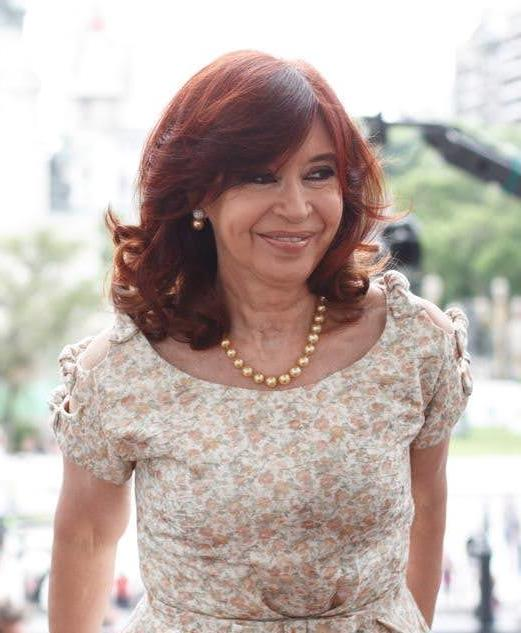
克里斯蒂娜·费尔南德斯·德基什内尔（生于1953年），2019年至2023年担任副总统